# 玛西塔·穆罕默丁
玛西塔·穆罕默丁（1995年3月2日—），印尼女子羽毛球運動員。

## 簡歷
2013年10月，玛西塔·穆罕默丁代表印尼出戰泰國曼谷舉行的世界青年羽毛球錦標賽，與凯文·桑加亚·苏卡穆约合作贏得混合雙打亞軍。
2014年4月，玛西塔·穆罕默丁与卢基·阿普里·努格洛侯出战印尼羽毛球國際系列賽，在混双决赛以2比1（23-21、18-21、21-14）击败了赛会4号种子、队友的哈菲兹·费萨尔/谢拉·德维·奥莉亚，夺得其首个国际赛冠军。同年11月，她与卢基·阿普里·努格洛侯出战馬來西亞羽毛球國際挑戰賽，在混双準决赛以0比2（15-21、12-21）不敌新加坡的许永凯/陈薇涵。
2015年3月，玛西塔·穆罕默丁与哈菲兹·费萨尔出战越南羽毛球國際挑戰賽，在混双决赛以0比2（14-21、11-21）不敌赛会4号种子、同胞的弗兰·库尔尼亚万·邓/科马拉·戴维，赢得亚军。同年9月，她与里安·斯瓦斯泰迪安出战越南羽毛球國際系列賽，在混双决赛以2比1（21-13、19-21、21-17）战胜了赛会3号种子、马来西亚的陈健铭/白燕薇，第二次夺得国际赛冠军。同年10月，她与穆罕默德·里安·阿利安托出战中華台北羽毛球大獎賽，在混双準决赛以0比2（12-21、16-21）不敌中華台北的張課琦/張莘恬。
2017年5月，玛西塔•穆罕默丁与Zarra Faza Azka出战印尼羽毛球國際系列賽，在女双準决赛以0比2（20-22、19-21）不敌赛会2号种子、同胞的黛安·菲特里亚尼/娜达娅·美拉提。同年9月，她与里基·维迪安托出战越南羽毛球大獎賽，在混双决赛以0比2（14-21、14-21）不敌赛会6号种子、队友的阿尔弗兰·埃科·普拉塞特亚/梅拉蒂·达伊瓦·奥克塔维亚尼，赢得亚军。同年10月，她与里基·维迪安托出战印尼羽毛球國際挑戰賽，在混双準决赛以1比2（15-21、21-17、15-21）不敌赛会7号种子、队友的伊尔凡·法蒂拉赫/皮娅·泽巴迪娅·贝尔纳德特。
2018年4月，玛西塔·穆罕默丁与里基·維迪安托出战印尼羽毛球國際系列賽，在混双準决赛以0比2（20-22、17-21）不敌赛会5号种子、同胞的阿姆里·萨纳维/謝拉·德維·奧莉亞。

## 主要比賽成績
只列出曾進入準決賽的國際賽事成績：
| 年份   | 賽事                     | 公開賽級別 | 項目     | 拍檔                   | 成績   |
| ------ | ------------------------ | ---------- | -------- | ---------------------- | ------ |
| 2013年 | 亞洲青年羽毛球錦標賽     | 其他       | 混合團體 | －                     | 季軍   |
| 2013年 | 世界青年羽毛球錦標賽     | 其他       | 混合團體 | －                     | 亞軍   |
| 2013年 | 世界青年羽毛球錦標賽     | 其他       | 混合雙打 | 凯文·桑加亚·苏卡穆约   | 亞軍   |
| 2014年 | 印尼羽毛球國際系列賽     | 國際系列賽 | 混合雙打 | 卢基·阿普里·努格洛侯   | 冠軍   |
| 2014年 | 馬來西亞羽毛球國際挑戰賽 | 國際挑戰賽 | 混合雙打 | 卢基·阿普里·努格洛侯   | 準決賽 |
| 2015年 | 越南羽毛球國際挑戰賽     | 國際挑戰賽 | 混合雙打 | 哈菲兹·费萨尔          | 亞軍   |
| 2015年 | 越南羽毛球國際系列賽     | 國際系列賽 | 混合雙打 | 里安·斯瓦斯泰迪安      | 冠軍   |
| 2015年 | 中華台北羽毛球大獎賽     | 大獎賽     | 混合雙打 | 穆罕默德·里安·阿利安托 | 準決賽 |
| 2017年 | 印尼羽毛球國際系列賽     | 國際系列賽 | 女子雙打 | Zarra Faza Azka        | 準決賽 |
| 2017年 | 越南羽毛球大獎賽         | 大獎賽     | 混合雙打 | 里基·维迪安托          | 亞軍   |
| 2017年 | 印尼羽毛球國際挑戰賽     | 國際挑戰賽 | 混合雙打 | 里基·维迪安托          | 準決賽 |
| 2018年 | 印尼羽毛球國際系列賽     | 國際系列賽 | 混合雙打 | 里基·維迪安托          | 準決賽 |
| 2018年 | 新加坡羽毛球國際系列賽   | 國際系列賽 | 混合雙打 | 阿德南·毛拉纳          | 亞軍   |
| 2019年 | 老撾羽毛球國際系列賽     | 國際系列賽 | 女子雙打 | 劉飛騰                 | 準決賽 |
| 2019年 | 老撾羽毛球國際系列賽     | 國際系列賽 | 混合雙打 | 阿姆里·萨纳维          | 準決賽 |

| 2007-2017年 | 首要超級賽 | 超級賽 | 黃金大獎賽 | 大獎賽 | 國際挑戰賽 | 國際系列賽 | 未來系列賽 | 其他 |

| 2018-2026年 | 總決賽 | 超級1000賽 | 超級750賽 | 超級500賽 | 超級300賽 | 超級100賽 | 國際挑戰賽 | 國際系列賽 | 未來系列賽 | 其他 |